# Fišer
Fišer je priimek v Sloveniji, ki ga je po podatkih Statističnega urada Republike Slovenije na dan 1. januarja 2010 uporabljalo 528 oseb in je med vsemi priimki po pogostosti uporabe uvrščen na 556. mesto.

## Znani nosilci priimka
- Blaž Fišer (1860 - 1889), kontrabasist
- Cene Fišer, biolog
- Darja Fišer, jezikoslovka, prevodoslovka, prof. FF UL; pobudnica akcije "Zelemenjava"
- Drago Fišer (1920 - ?), operni režiser, gledališki igralec
- Dušan Fišer (*1962), slikar, galerist
- Eva Fišer Berlot (*1969), arhitektka
- Ferdo Fišer (1908 - 1992), slovensko-hrvaški
- Gorazd Fišer (*1961), pravnik (tožilec, odvetnik)
- Ivan ("Ika") Fišer (1923 - ?), športnik, športni delavec (inž. strojništva)
- Josip Fišer, igralec in radijec v Trstu
- Jože Fišer (1903 - ?), športni delavec, šahist
- Jože Fišer, košarkar, jugoslovanski reprezentant
- Marjana Fišer Herman (1898 - 1994), medicinska biokemičarka v Zagrebu, hrvaška judinja?
- Matej Fišer, fotograf in publicist
- Miran Fišer, polkovnik, načelnik Vojaškega muzeja SV
- Rastko Fišer (*1960), elektrotehnik
- Romana Fišer, direktorica Marifarm
- Simona Fišer,  pianistka, klavirska pedagoginja
- Simona Kralj Fišer, biologinja, etologinja
- Srečko Fišer (*1953),  prevajalec, publicist in dramatik
- Stojan Fišer, športni delavec (MS), mednarodni košarkarski sodnik
- Suzana Žilič Fišer, komunikologinja
- Tamara Fišer, miss Slovenije
- Vasilija Fišer, scenografka, kostumografka
- Zvonko Fišer (*1949), kazenski pravnik, generalni državni tožilec, odvetnik..